# Georges Barnich
Georges Barnich (Aarlen, 1 april 1876 – Brussel, 17 april 1948) was een Belgisch socialistisch senator en minister.

## Levensloop
Barnich volgde lager en middelbaar onderwijs in zijn geboortestad Aarlen. In 1893 ging hij geneeskunde studeren aan de Université Libre de Bruxelles (ULB), waar hij in 1900 met grote onderscheiding afstudeerde. Van 1901 tot 1904 werkte hij als assistent- en daarna adjunct-arts op de afdeling keel-, neus- en oorheelkunde van het Sint-Jansziekenhuis in Brussel en vanaf 1905 was hij in dezelfde stad aan de slag bij het laboratorium voor chemisch onderzoek in het Sint-Pietersziekenhuis.
Aanvankelijk had Barnich sympathie voor het progressief liberalisme en was hij lid van de beheerraad van de liberaalgezinde Vrije Federatie van Mutualiteiten. Hij trad ook effectief toe tot de Liberale Partij, die hij twee jaar later alweer verliet, omdat er weinig interesse werd getoond in zijn sociale ideeën en hij weinig kans maakte om op te klimmen in de partij. Niettemin bleef Barnich aandacht hebben voor actuele sociale en economische problemen, waarbij hij zich afzette tegen het sociaal katholicisme, dat volgens hem niet zozeer gericht was op de verbetering van de sociale situatie van arbeiders, dan wel een versterking van de invloed van de katholieken nastreefde.
De publicaties van Barnich trokken de aandacht van industrieel Ernest Solvay, die Barnich aanzocht om te werken bij zijn Institut Solvay de Sociologie in Brussel. Hij bouwde er tijdens de Eerste Wereldoorlog mee de dienst voor sociale zekerheid uit. Barnich werd lid van het directiecomité van het Institut Solvay de Sociologie en was van 1920 tot 1940 voorzitter van het instituut. 
Tijdens de Eerste Wereldoorlog begaf Barnich zich meermaals naar het Verenigd Koninkrijk en Frankrijk; hij fungeerde namelijk als afgezant tussen de autoriteiten in het bezette België en die in het buitenland, waaronder de Belgische regering in het Franse Le Havre. Tijdens een van die missies werd hij in 1917 gearresteerd door de Duitse bezetter en voor de rest van de oorlog geïnterneerd. Naar aanleiding van de oorlog trad hij ook op als adviseur van de Belgische regering tijdens verschillende internationale onderhandelingen. Na de oorlog werd hij door de Commissie voor Herstelbetalingen belast met het uitvoeren van een studie naar de capaciteit van Duitsland om aan die betalingen te voldoen.
In 1916 werd Barnich door Ernest Solvay aangeduid tot directeur van de liberale krant L'Indépendance Belge. Na de dood van Solvay in 1922 werd Barnich door de leiding van de Liberale Partij opzijgeschoven bij de krant, omdat hij geen liberale partijkaart had. Dit betekende zijn definitieve breuk met de liberalen en in 1924 werd hij lid van het redactieraad van L'Avenir Social, het tijdschrift van de socialistische Belgische Werkliedenpartij.
Van 1925 tot 1946 zetelde Barnich voor de socialisten in de Senaat, als provinciaal senator gekozen voor de provincie Antwerpen. In het parlement was hij een van de actieve leden die gold als de financieel-economische specialist van zijn partij. In het parlement hield hij zich ook bezig met buitenlandse kwesties; van 1936 tot 1940 was hij immers ondervoorzitter van de senaatscommissie Buitenlandse Zaken. Na het einde van de Tweede Wereldoorlog speelde hij wegens gezondheidsproblemen geen grote rol meer in de Senaat.
Van januari tot februari 1939 was Barnich gedurende een maand minister van Economische Zaken in de regering-Spaak I. Daarnaast was hij van 1939 tot 1940 lid van het bureau van de algemene raad van de Belgische Werklieden Partij en afgevaardigd bestuurder van de Centrale voor Arbeidersopvoeding.
Barnich was gehuwd met Germaine Doignon.

## Publicaties
- Le régime clérical en Belgique. L'organisation du parti catholique. La législation social et les oeuvres, Brussel, 1912
- La législation et l'organisation ouvrières en Belgique. Théorie et Pratique, Brussel, 1912
- Principes de politique positive d'après Solvay, Brussel, 1919
- Essai de politique positive basé sur l'énergétique sociale de Solvay, Brussel, 1918
- Comment faire payer l'Allemagne? Erreurs d'hier. Solutions de demain, Parijs, 1923
- Le bilan de la Ruhr et les Réparations. Position actuelle du problème, Brussel, 1924
- La politique de la vie chère et de l'appauvrissement, Brussel, 1925
- La Belgique stabilisée. La politique des grands travaux, Parijs, 1928